# 朱莉娅·西蒙
朱莉娅·西蒙（法語：Julia Simon，1996年10月9日—），法国女子冬季两项运动员。她曾代表法国参加2022年冬季奥林匹克运动会冬季两项比赛，获得混合接力比赛银牌。